# Ayenia simulatrix
Ayenia simulatrix är en malvaväxtart som beskrevs av Cristobal. Ayenia simulatrix ingår i släktet Ayenia och familjen malvaväxter. Inga underarter finns listade i Catalogue of Life.